# 14 Shō: The Message
14 Shō: The Message (14章～The message～?) è un album in studio del girl group giapponese Morning Musume, pubblicato nel 2014.

## Tracce
1. Tiki Bun (Album Version) – 5:13
2. Password is 0 – 4:31
3. Ashita o Tsukuru no wa Kimi (明日を作るのは君) – 3:46
4. Kirari to Hikaru Hoshi (キラリと光る星) – 3:48
5. Koibito ni wa Zettai ni Shiraretakunai Shinjitsu (恋人には絶対に知られたくない真実) – 4:11
6. What is Love? – 3:12
7. Watashi wa Watashi Nanda (私は私なんだ) – 4:01
8. Waraenai Hanashi (笑えない話) – 4:03
9. Egao no Kimi wa Taiyō sa – 4:34
10. Kimi no Kawari wa Iyashinai – 4:29
11. Otona ni Nareba Otona ni Nareru!? (大人になれば 大人になれる) – 3:57
12. Toki o Koe Sora o Koe – 4:47